# Salmisaari
Salmisaari (en suédois : Sundholmen) est une sous-section de la section de Ruoholahti au centre d'Helsinki, en Finlande.

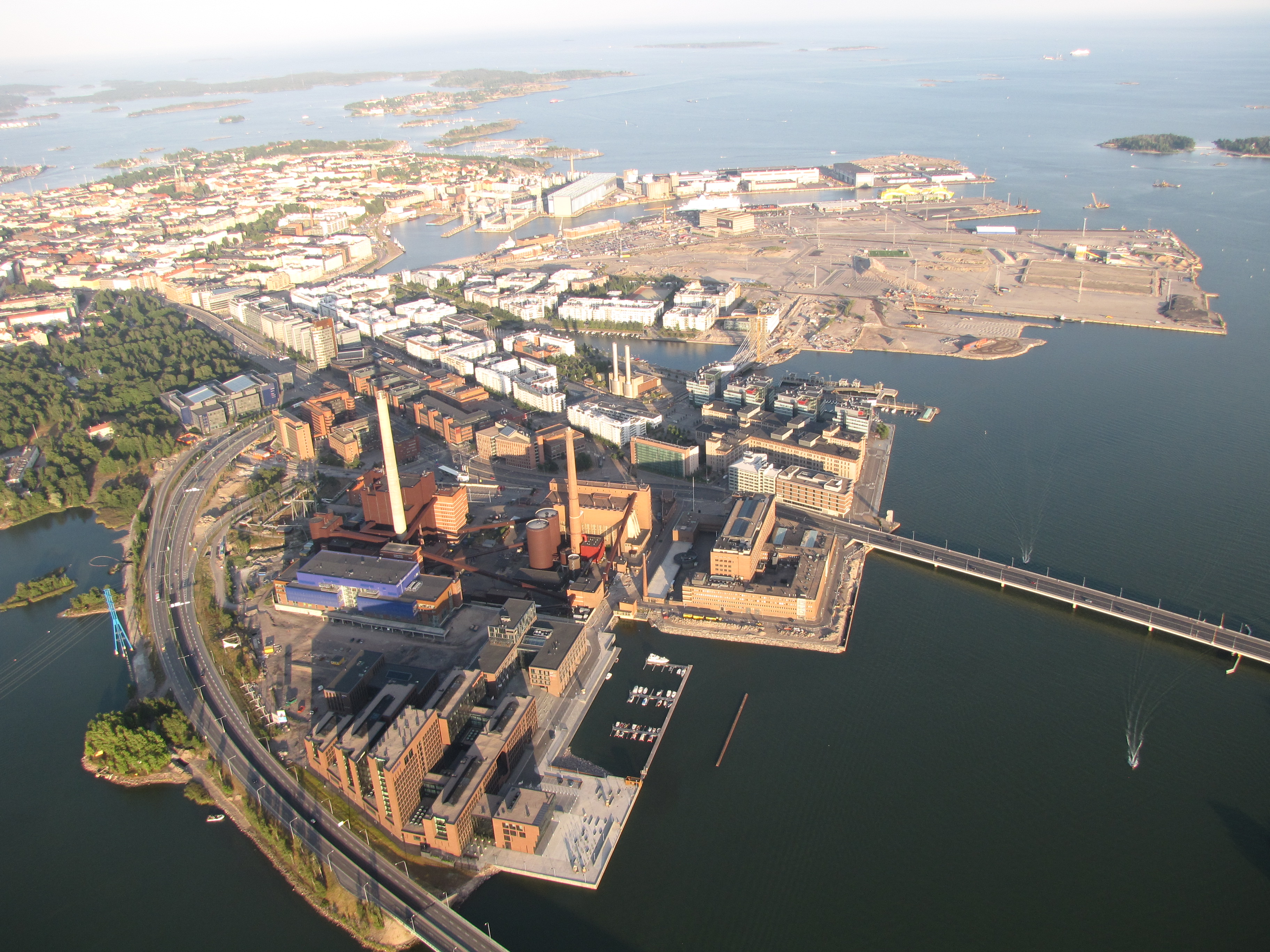
Vue aérienne de Ruoholahti et du Port Ouest d'Helsinki. À l'avant plan la Centrale électrique de Salmisaari (2010).

## Description
Une île nommée Salmisaari existait sur la partie occidentale de la péninsule d’Helsinki. Elle fut rattachée au quartier de Länsisatama par comblement de la mer. La sous-section de Salmisaari a reçu son nom de cette île disparue.
Dans la zone de stockage de charbon de l'ancienne centrale électrique de Salmisaari, à proximité immédiate de la Länsiväylä, l'immeuble de bureaux de la compagnie d'assurance pension Varma conçu par l’architecte Tuomo Siitonen en 2009 et d'autres immeubles bureaux et une salle de sport ont été construits.
Ils suivent tous le style de façade en briques rouges des bâtiments industriels d'origine.
Le siège social de Wärtsilä est également situé dans le quartier.
La Tanssi talo a été achevé en relation avec la Kaapelitehdas en 2022 .

## Histoire
Au début du XXe siècle, Salmisaari était une île habitée par des pêcheurs et des résidents d'été, jusqu'à ce que le détroit séparant Salmisaari et Helsinginniemi soit comblé et que Salmisaari fasse partie du continent. L'industrialisation de Salmisaari a commencé dans les années 1930, lorsque Oy Alkoholiliike Ab est fondée avec l'abrogation de la loi de prohibition (fi). 
Il fallait des installations de production et Salmisaari a été choisie comme site. 
Salmisaarentalo, achevée en 1940, de l'autre côté du pont de Lauttasaari, a longtemps servi de siège social à Alko, et il y avait des installations de production de boissons alcoolisées à côté.
Altia, qui a été séparée d'Alko, a conservé son siège social à Salmisaarentalo jusqu'en 2004, date à laquelle le bâtiment est devenu le palais de justice d'Helsinki. À la fin des années 1930, le bâtiment Suomen Kaapelitehdas a été construit au sud des bâtiments d'Alko, aujourd'hui connu sous le nom de centre culturel Kaapelitehdas. 
Depuis 1953, la centrale électrique de Salmisaari appartenant à Helsingin Energia est exploitée à Salmisaari.

## Galerie

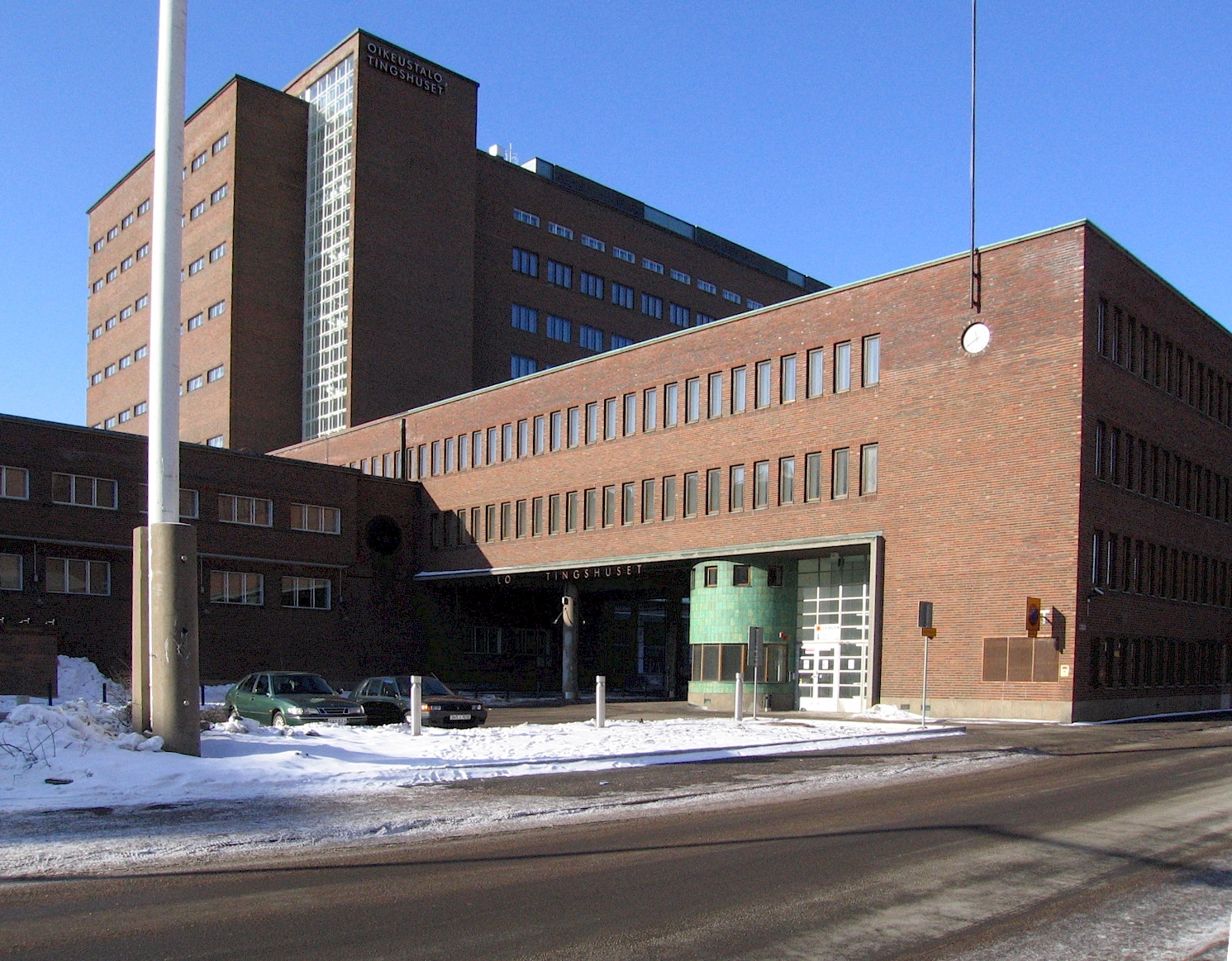
Palais de justice d'Helsinki.
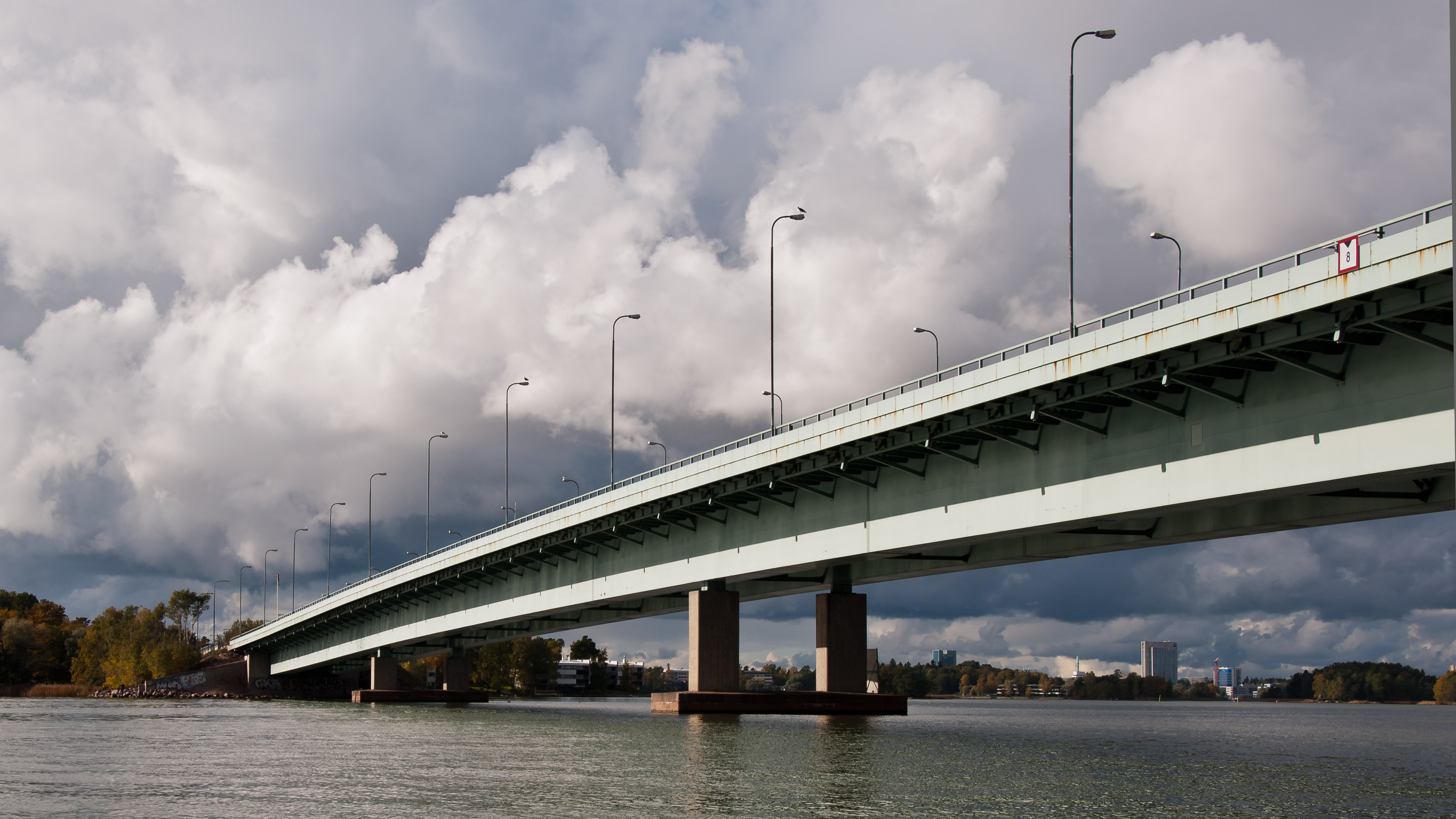
Pont de Lapinlahti.
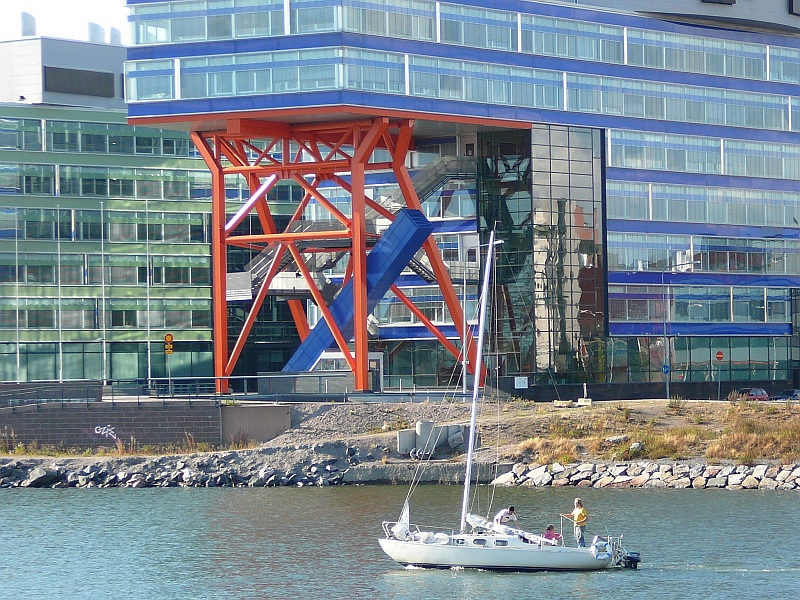
Bâtiments du quai Tammasaarenlaituri en bordure de la baie de Ruoholahti.
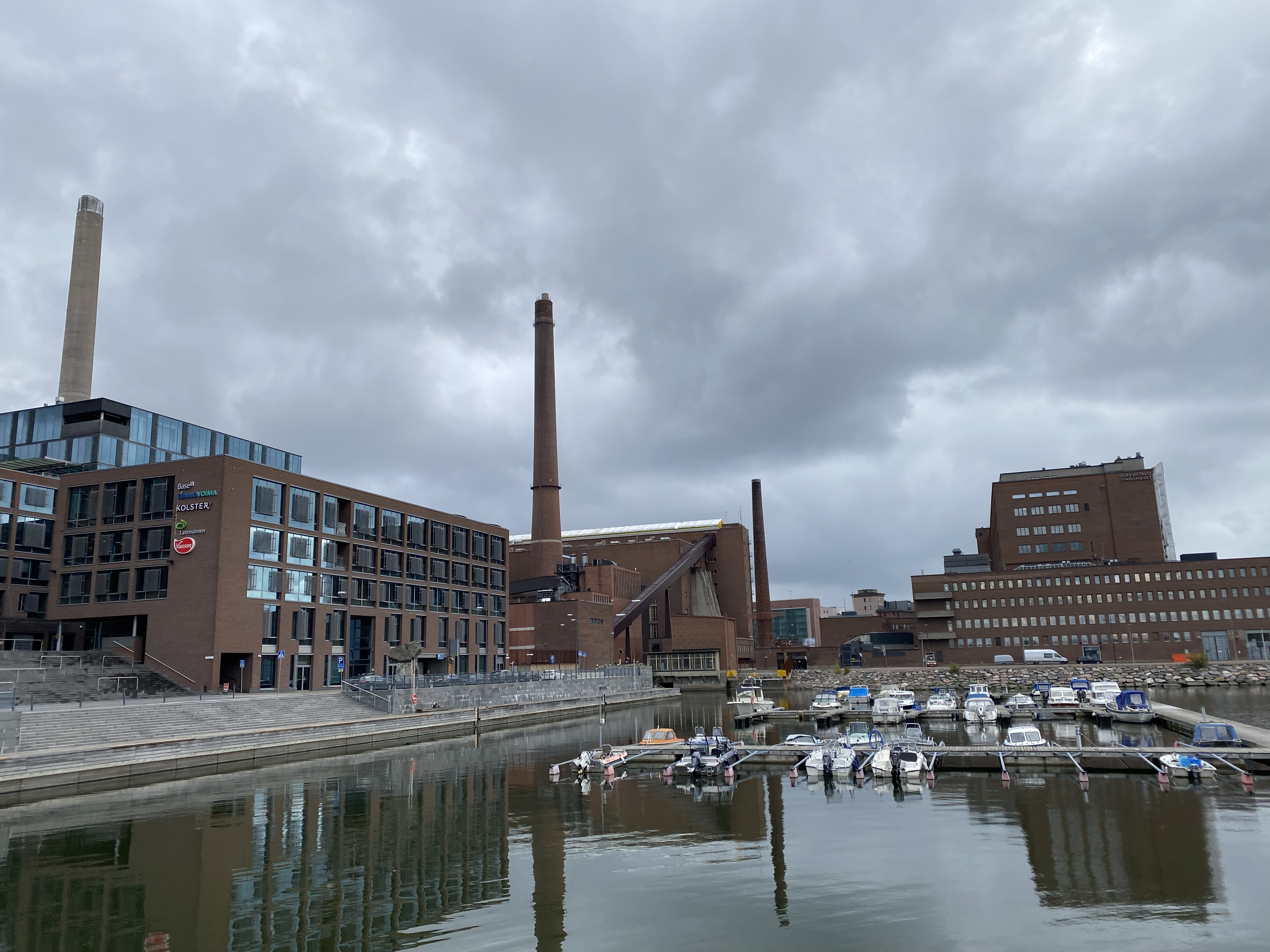
Zone industrielle de Salmisaari.